# Borne de commande
 (janvier 2024).
Si vous disposez d'ouvrages ou d'articles de référence ou si vous connaissez des sites web de qualité traitant du thème abordé ici, merci de compléter l'article en donnant les références utiles à sa vérifiabilité et en les liant à la section « Notes et références ».
Ne doit pas être confondu avec Distributeur automatique.

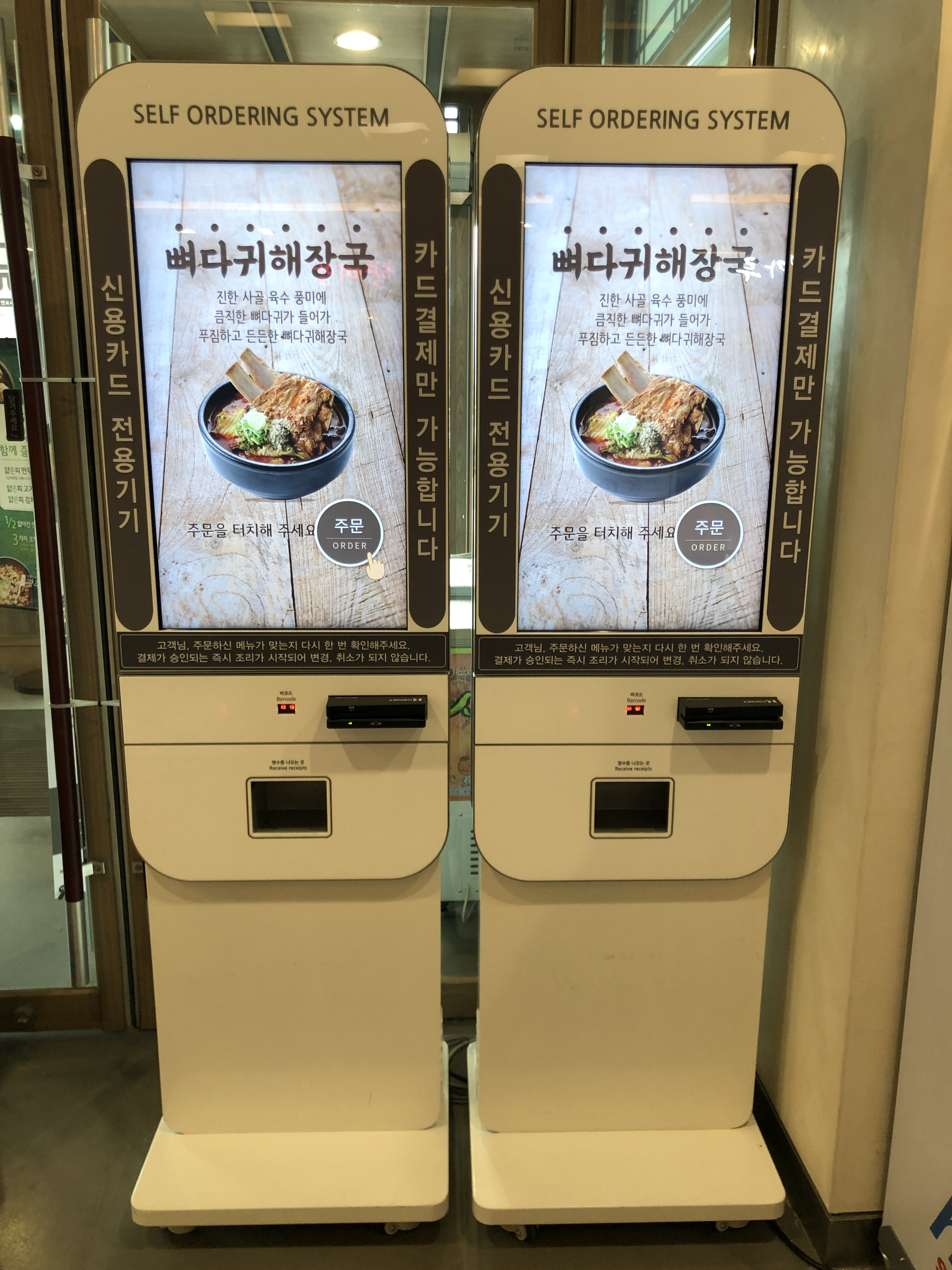
Zone de service de Gwangju, machines de commande de nourriture de restaurant

Une borne de commande est une borne interactive permettant aux utilisateurs de passer des commandes ou d'accéder à des services sans l'intervention directe d'un personnel humain. Ces dispositifs sont souvent équipés d'écrans tactiles et sont utilisés dans divers secteurs tels que la restauration, le transport et le commerce de détail pour améliorer l'efficacité opérationnelle et l'expérience client.

## Histoire
Les premières incarnations de bornes de commande interactives remontent aux années 1980, où des dispositifs rudimentaires commencent à apparaître dans des lieux publics comme les aéroports et les gares pour des services de billetterie automatique. Ces premiers appareils, bien que fonctionnels, sont limités en capacité interactive et ne possèdent pas encore les interfaces utilisateur graphiques qui caractérisent les dispositifs modernes.
C'est dans les années 1990 que les bornes commencent à faire leur apparition dans le secteur de la restauration rapide. Les chaînes de restauration rapide, à la recherche de moyens pour accélérer le service et réduire les coûts de main-d'œuvre, adoptent ces technologies pour permettre aux clients de passer des commandes sans passer par un caissier. McDonald's, par exemple, est l'un des pionniers dans ce domaine, expérimentant avec des bornes de commande dès 1999 en France.
Au milieu des années 2000, la généralisation d'Internet et des technologies numériques permet une intégration plus profonde des bornes dans les systèmes de gestion des entreprises. Cela inclut des améliorations telles que la synchronisation en temps réel des stocks et des menus, ainsi que l'intégration des paiements électroniques, rendant les transactions plus rapides et sécurisées.

## Fonctionnement
Les bornes de commande fonctionnent généralement à l'aide d'un écran tactile via lequel les utilisateurs peuvent sélectionner des produits ou des services, personnaliser leurs options et payer directement via des méthodes de paiement intégrées telles que les cartes de crédit, les paiements mobiles ou même, dans certains cas, en espèces. Les systèmes backend intégrés permettent la mise à jour en temps réel des menus, des prix et des stocks, assurant ainsi une gestion efficace des ressources.
Les bornes de commande ont un double objectif :
- fluidifier les files d’attente, la borne de commande permettant de diminuer les temps d’attente et d'éviter les queues aux heures de pointe. Un écran tactile permet aux clients de taper directement leur commande sur la borne, payer, puis venir la retirer à un comptoir dédié ;

- développer les ventes du restaurant, les bornes permettant aussi d’augmenter le plateau moyen[réf. nécessaire], d’augmenter le nombre de transactions, de réduire les risques d’erreurs lors de la prise de commande[réf. nécessaire], de fidéliser les clients, d’augmenter la productivité du personnel, de faire découvrir de façon très intuitive[réf. nécessaire] la gamme complète des produits.

D'autres secteurs d'activités commencent[Quand ?] à déployer des bornes de commande comme les cinémas, les parcs de loisirs, etc.
Dans la restauration traditionnelle, le personnel de salle utilise plutôt des « terminaux de prise de commande », qui sont des tablettes sans fil directement reliées à la caisse et à la cuisine.